# Meiothecium crassirete
Meiothecium crassirete là một loài Rêu trong họ Sematophyllaceae. Loài này được (Renauld & Cardot) Cardot mô tả khoa học đầu tiên năm 1915.